# Јанко Веселиновић
Јанко Веселиновић (Црнобарски Салаш, 13. мај 1862 — Глоговац, 26. јун 1905) био је српски књижевник.

## Биографија
Отац му је био свештеник Милош Веселиновић. Био је синовац Милована Глишића.
Основну школу је завршио у Глоговцу, а затим четири разреда гимназије у Шапцу (1878). Потом је уписао богословију, коју није завршио, а затим 1878. године уписао је учитељску школу коју такође није завршио. За тадашње време и то је било довољно да буде са непуних 18 година учитељ у Свилеуви. Ту је био на дужности до 1882. године. У Свилеуви је упознао своју будућу супругу Јованку Јоку Јовановић са којом се и венчао 1881. Положио је практичан испит за учитеља у Свилеуви 1884. године. Године 1884 је распоређен у село Костур код Пирота. Године 1886. постављен је за учитеља у Свилеуви. Одбио је изразивши жељу да у Бечу заврши телеграфски курс. Због болести се вратио у Србију где је наставио курс, проводећи време по кафанама тако да курс није завршио.
Први покушај штампања приповедака 1886. године завршио се неуспехом. Коста Арсенијевић, уредник "Мисли", вратио му је рукопис са саветом "да се млади уча овога посла окане". Обесхрабрен Веселиновић хтео је да спали све своје рукописе. Од тога га је одвратио драг пријатељ Јова Алексић, унук хајдук-Станков. Касније је Јанко био председник општине Коцељева, па поново учитељ. Књижевник је био и помоћник главног уредника листа Српске новине, одакле потиче и његово велико пријатељство са главним уредником Милованом Глишићем. Био је и коректор Државне штампарије, драматург Народног позоришта, покретач и уредник листа Звезда, уредник листова Побратим, Дневни лист. Приповедач, романсијер, драмски писац. Због критика власти, био је више пута у затвору.
Неуредан живот је оставио трагове, па је оболео од туберкулозе, од које је и умро. На његовој сахрани на гробљу у Глоговцу су били чак и Алекса Шантић и Светозар Ћоровић, који су због тога допутовали из Мостара.
У шабачком архиву сачувана је његова честитка ћерци за нову 1901. годину. Његова ћерка Персида била је удата за Драгутина Туфегџића, свештеника у Бадовинцима. Њихов син Јанко Туфегџић (1907-1944) био је књижевник.
Споменик Јанку Веселиновићу на београдском Калемегдану је откривен 7. јуна 1936.

## Дела
Написао је преко 30 књига, међу којима су најпознатије Слике из сеоског живота, Пољско цвеће и Хајдук Станко. Списак дела наводимо према књизи Хајдук Станко и према књизи Историја нове српске књижевности Јована Скерлића.
- Слике из сеоског живота (збирка приповедака, 1886)[16]
- На прелу (1886)[16]
- Одбегла (1886)[16]
- Код самртника (1886)[16]
- Мали Стојан (1886)[16]
- Кумова клетва (1886)[16]
- Чини (1887)[17]
- Луда Велинка (1888)
- Борци (1889)
- Слике из учитељског живота (1890)
- Пољско цвеће, 1890
- Иза кише сунце (1890)[18]
- Самртна чаша (1891)
- Сироче (1892)
- Божја реч (1892)
- Заклетва (1892)
- Адамско колено (1893)
- Од срца срцу (1893)
- Деда (1894)
- Страх (1894)
- Зелени вајати (1895)
- Девојче (1895)
- Недеља (1895)
- Севдалинке (1895)
- Стари познаници, 1891-1896.
- Сељанка: приповетке из сеоског живота, 1893.
- Рајске душе, 1893.
- Хајдук Станко: историјски роман у три дела, 1896.
- Вечност: народна бајка, 1899.
- Море без приморја (1900)
- Мале приче (1902)
- Циганче (1903)
- Свекрва (1904)
- Неприлика (1908)
- Ашиков гроб: Прича о љубави Павла и Ђуле: (Српски Ромео и Јулија)
- Мали певач: приповетке
- Приповетке
- Сељанка (роман, 1888)[19]
- Потера (позоришни комад, 1895)
- Ђидо (позоришни комад, 1908)
- Борци (роман, 1889)
- Јунак наших дана (роман, од 1897. до 1898)
- Сељак (роман, од 1901. до 1902)
- Машићи (роман, 1905)
- Писма са села (1900)